# Motala kontrakt
Motala kontrakt var ett kontrakt i Linköpings stift inom Svenska kyrkan. Kontraktet bildades 1975. Kontraktet uppgick 1 december 2004 i Motala och Bergslags kontrakt.

## Administrativ historik
- hela Aska och Dals kontrakt som i sin tur bildats 1962 av
  - hela Aska kontrakt, som brutits ut 1725 ur ett med Dals gemensamt kontrakt, med
    - Motala församling
    - Vinnerstads församling som 1967 uppgick i Motala församling
    - Västra Stenby församling som 2006 uppgick i Aska församling
    - Fivelstads församling som 2006 uppgick i Aska församling
    - Hagebyhöga församling som 2006 uppgick i Aska församling
    - Orlunda församling (från 1872)
    - Västra Ny församling
    - Varv och Styra församling (uppdelad före 1862) som 2006 uppgick i Aska församling
    - Asks församling som 2008 uppgick i Fornåsa församling
    - Ekebyborna församling som 2008 uppgick i Fornåsa församling

  - Dal delen ur Dals och Lysings kontrakt som hade bildats 1 juni 1940 av Lysings kontrakt och Dals kontrakt, som i sin tur brutits ut 1725 ur ett med Aska gemensamt kontrakt, med 
    - Vadstena församling
    - Vadstena skola och hospitalspredikanten i Vadstena sorterade under kontraktsprosten i Dals kontrakt liksom Vadstena krigsmanshus
    - Sankt Pers församling som 1967 uppgick i Vadstena församling
    - Orlunda församling som 1 maj 1872 överfördes till Aska kontrakt
    - Strå församling som 2006 uppgick i Vadstena församling
    - Rogslösa församling som 2006 uppgick i Dals församling
    - Väversunda församling som 2006 uppgick i Dals församling
    - Örberga församling som 2006 uppgick i Dals församling
    - Nässja församling som 2006 uppgick i Dals församling
    - Herrestads församling som 2006 uppgick i Dals församling
    - Källstads församling som 2006 uppgick i Dals församling

## Kontraktsprostar
| Ämbetstid | Namn           | Levnadstid | Övrigt                            |
| --------- | -------------- | ---------- | --------------------------------- |
| 1977–1984 | Göran Grefbäck | 1925–2020  | Kyrkoherde i Vadstena församling. |